# (100633) 1997 UX13
(100633) 1997 UX13 es un asteroide perteneciente al cinturón de asteroides descubierto el 23 de octubre de 1997 por el equipo del Spacewatch desde el Observatorio Nacional de Kitt Peak, Arizona, Estados Unidos.

## Designación y nombre
Designado provisionalmente como 1997 UX13.

## Características orbitales
1997 UX13 está situado a una distancia media del Sol de 3,156 ua, pudiendo alejarse hasta 3,588 ua y acercarse hasta 2,724 ua. Su excentricidad es 0,136 y la inclinación orbital 10,84 grados. Emplea 2048,55 días en completar una órbita alrededor del Sol.

## Características físicas
La magnitud absoluta de 1997 UX13 es 15. Tiene 4,258 km de diámetro y su albedo se estima en 0,107. 